# Bzí (Železný Brod)
Bzí (deutsch Nabsel) ist ein Ortsteil von Železný Brod im Okres Jablonec nad Nisou in Nordböhmen. Es liegt etwa drei Kilometer nordwestlich von Železný Brod. Es sind 116 Adressen registriert (Stand: 2009). Im Jahre 2001 hatte der Ort 289 Einwohner.

## Geschichte
Das Dorf wurde erstmals im Jahr 1346 schriftlich erwähnt. Der ursprüngliche Name des Dorfes war "Nábzí". Bzí war das älteste Pfarrdorf im Oberen Pojizeří-Gebiet, und im 17. Jahrhundert war Bzí ein kirchliches Verwaltungszentrum für das gesamte Gebiet von Jablonec und Železný Brod.

## Persönlichkeiten
Einer der bekanntesten früheren Einwohner ist der Wissenschaftler Josef Paldus, Mathematiker, geboren am 25. November 1935 in Bzí.
Weitere  Persönlichkeiten:
- Jan Nálevka, Schriftsteller und Dichter; schrieb unter dem Pseudonym Jan Vřesnický; 1884 Lehrer in Bzí
- René Frühauf, Redakteur, Journalist, Schriftsteller und Übersetzer; wurde im März 1921 in Bzí geboren
- Vlastimil Dlab (* 1932), tschechisch-kanadischer Mathematiker

## Sehenswürdigkeiten

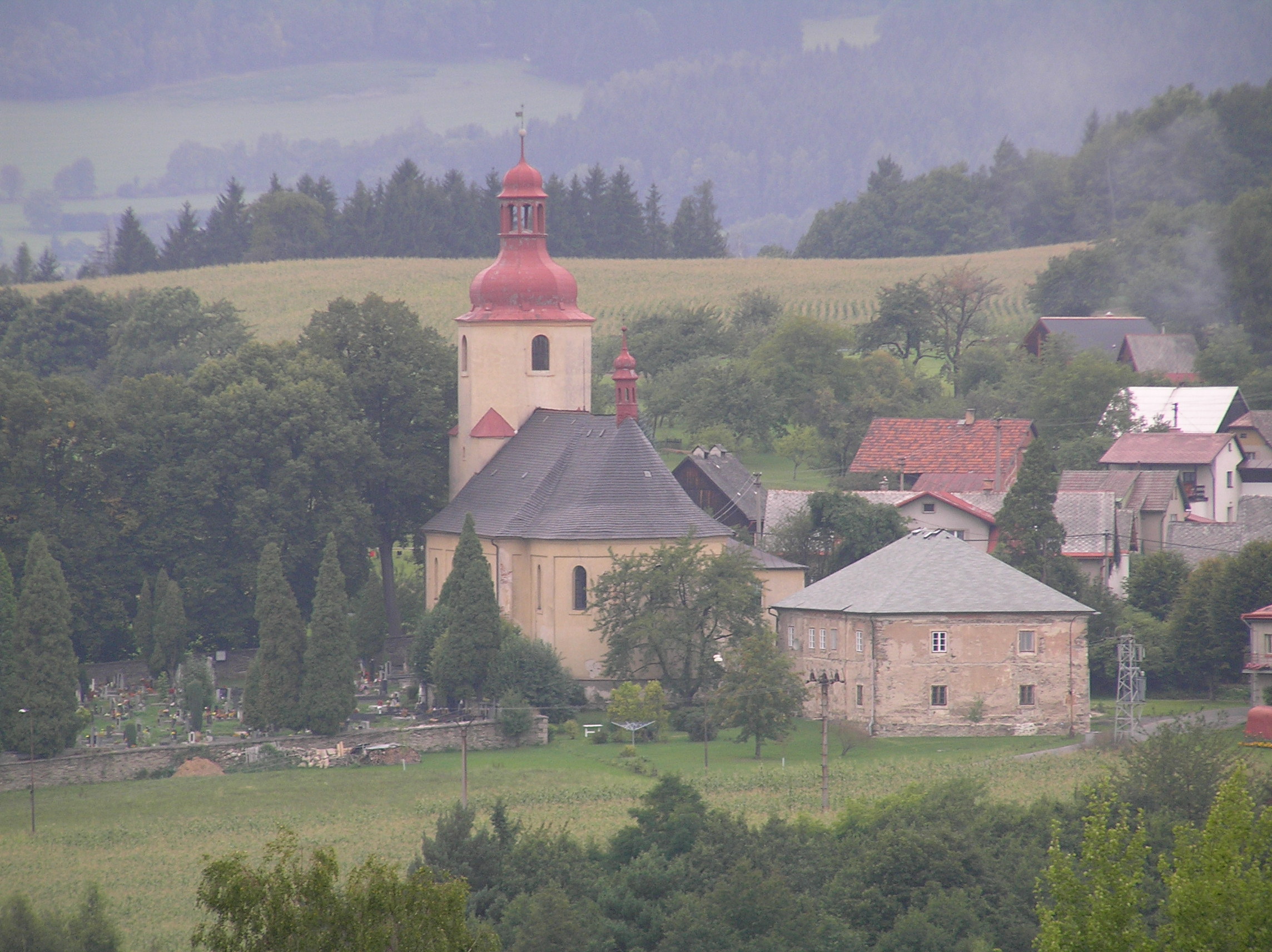
Kirche der Heiligen Dreifaltigkeit, vor der Kirche das Pfarrhaus

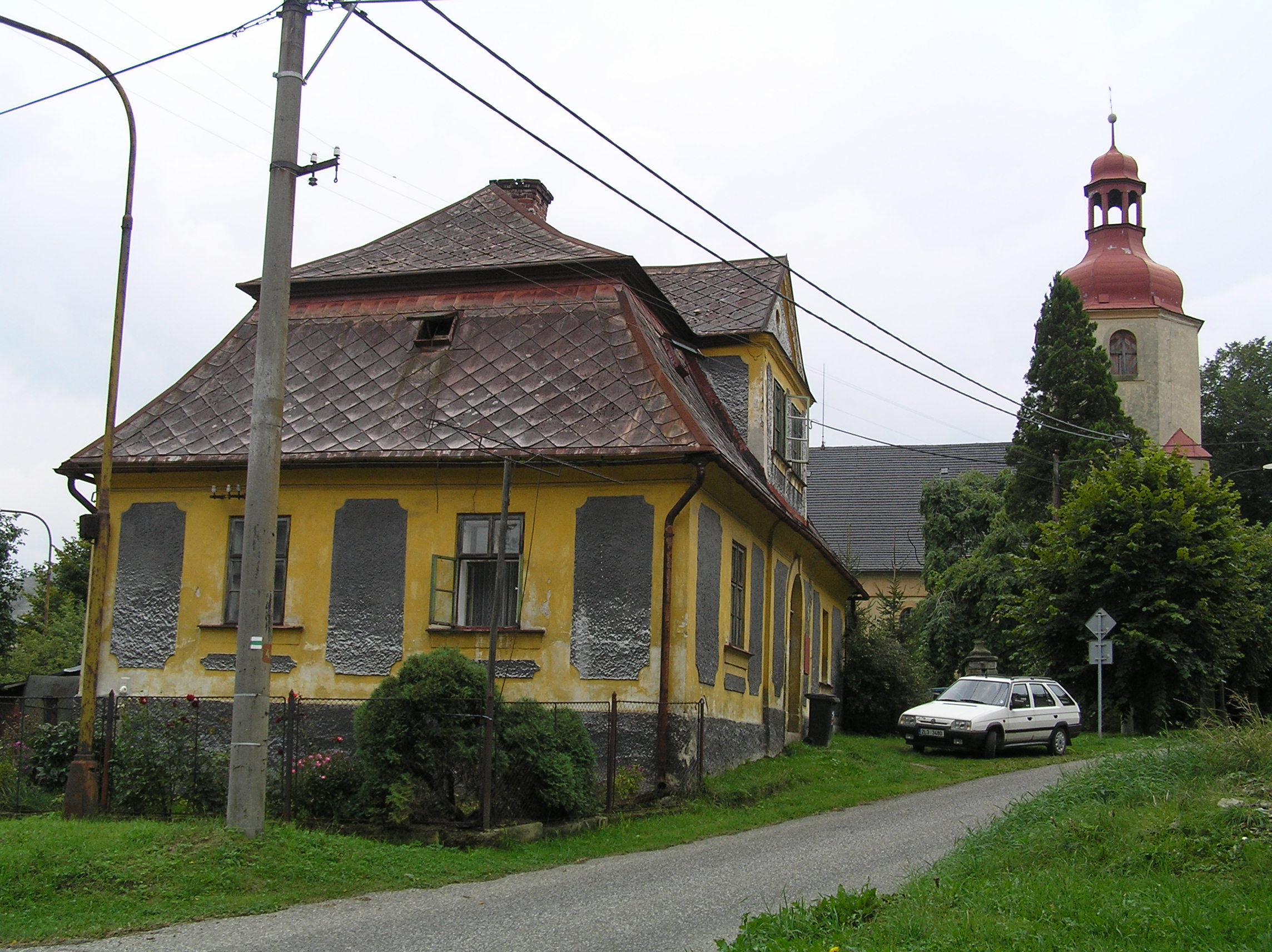
Kaplanei mit Kirche im Hintergrund

- Barockkirche der Heiligen Dreifaltigkeit (seit dem 3. Mai 1958 unter Denkmalschutz)[4]
- Pfarrhaus
- Kaplanei